# Caradrina didyma
Caradrina didyma är en fjärilsart som beskrevs av Charles Boursin 1939. Caradrina didyma ingår i släktet Caradrina och familjen nattflyn. Inga underarter finns listade i Catalogue of Life.